# Daniel Evans
Daniel Evans (Birmingham, 23 de mayo de 1990) es un tenista profesional británico. Tiene dos títulos ATP.

## Carrera
En el año 2009 gana su primer challenger en modalidad individuales, ganando el torneo de Jersey en el Reino Unido, ganándole la final al checo Jan Minář por 6-3, 6-2. 

### Copa Davis
Desde 2009 Daniel Evans participa en el Equipo de Copa Davis del Reino Unido, disputando hasta el momento 20 encuentros, todos en individuales. Ha ganado 4 y ha perdido los 14 restantes.

## Títulos ATP (2; 2+0)

### Individual (2)
| Leyenda                         |
| Grand Slam (0)                  |
| ATP Wourld Tour Finals (0)      |
| ATP Masters 1000 World Tour (0) |
| ATP World Tour 500 (1)          |
| ATP World Tour 250 (1)          |

| N.º | Fecha                | Torneo       | Superficie | Oponente en la final  | Resultado |
| --- | -------------------- | ------------ | ---------- | --------------------- | --------- |
| 1.  | 7 de febrero de 2021 | Melbourne II | Dura       | Félix Auger-Aliassime | 6-2, 6-3  |
| 2.  | 6 de agosto de 2023  | Washington   | Dura       | Tallon Griekspoor     | 7-5, 6-3  |

#### Finalista (2)
| N.º | Fecha                 | Torneo       | Superficie | Oponente en la final | Resultado        |
| --- | --------------------- | ------------ | ---------- | -------------------- | ---------------- |
| 1.  | 14 de enero de 2017   | Sídney       | Dura       | Gilles Müller        | 6-7(5), 2-6      |
| 2.  | 24 de febrero de 2019 | Delray Beach | Dura       | Radu Albot           | 6-3, 3-6, 6-7(7) |

### Dobles (0)
| Leyenda                         |
| Grand Slam (0)                  |
| ATP Wourld Tour Finals (0)      |
| ATP Masters 1000 World Tour (0) |
| ATP World Tour 500 (0)          |
| ATP World Tour 250 (0)          |

#### Finalista (3)
| N.º | Fecha                | Torneo     | Superficie    | Pareja       | Oponentes en la final       | Resultado        |
| --- | -------------------- | ---------- | ------------- | ------------ | --------------------------- | ---------------- |
| 1.  | 3 de abril de 2021   | Miami      | Dura          | Neal Skupski | Nikola Mektić Mate Pavić    | 4-6, 4-6         |
| 2.  | 18 de abril de 2021  | Montecarlo | Tierra batida | Neal Skupski | Nikola Mektić Mate Pavić    | 3-6, 6-4, [7-10] |
| 3.  | 14 de agosto de 2022 | Montreal   | Dura          | John Peers   | Wesley Koolhof Neal Skupski | 2-6, 6-4, [6-10] |

## Challengers y Futures (6+20)
| Leyenda           |
| ----------------- |
| Challengers (9+0) |
| Futures (13+7)    |

### Individuales (22)
| N.º | Fecha      | Torneo                      | Superficie    | Oponente            | Resultado           |
| --- | ---------- | --------------------------- | ------------- | ------------------- | ------------------- |
| 1.  | 05.04.2009 | Challenger de Jersey        | Dura (i)      | Jan Minar           | 6-3, 6-2            |
| 2.  | 15.11.2015 | Challenger de Knoxville     | Dura (i)      | Frances Tiafoe      | 5-7, 6-1, 6-3       |
| 3.  | 20.03.2016 | Challenger de Drummondville | Dura (i)      | Edward Corrie       | 6-3, 6-4            |
| 4.  | 01.05.2016 | Challenger de Taipéi        | Moqueta (i)   | Konstantin Kravchuk | 3-6, 6-4, 6-4       |
| 5.  | 14.08.2016 | Challenger de Aptos         | Dura          | Cameron Norrie      | 6-3, 6-4            |
| 6.  | 19.08.2018 | Challenger de Vancouver     | Dura          | Jason Kubler        | 4-6, 7-5, 7-6(3)    |
| 7.  | 09.06.2019 | Challenger de Surbiton      | Césped        | Viktor Troicki      | 6-2, 6-3            |
| 8.  | 16.06.2019 | Challenger de Nottingham    | Césped        | Evgeny Donskoy      | 7-6(3), 6-3         |
| 9.  | 12.06.2022 | Challenger de Nottingham    | Césped        | Jordan Thompson     | 6-4, 6-4            |
| 10. | 10.08.2008 | Gran Bretaña F12            | Hierba        | Ian Flanagan        | 4-6, 6-3, 1-0, ret. |
| 11. | 17.08.2008 | Gran Bretaña F13            | Hierba        | Daniel Danilovic    | 3-6, 7-6(7), 6-2    |
| 12. | 26.10.2008 | Gran Bretaña F16            | Dura          | Marcus Willis       | 6-2, 3-1, ret.      |
| 13. | 22.01.2012 | Gran Bretaña F2             | Dura (i)      | David Rice          | 6-2, 6-0            |
| 14. | 12.08.2012 | Gran Bretaña F13            | Dura          | Daniel Cox          | 6-2, 7-5            |
| 15. | 09.09.2012 | Gran Bretaña F15            | Dura          | Joshua Milton       | 6-3, 6-1            |
| 16. | 16.09.2012 | Gran Bretaña F16            | Dura (i)      | Richard Bloomfield  | 7-6(4), 7-6(2)      |
| 17. | 10.03.2013 | Gran Bretaña F6             | Dura (i)      | Marcus Willis       | 7-6(3), 7-6(1)      |
| 18. | 19.05.2013 | Suecia F3                   | Tierra batida | Grzegorz Panfil     | 6-4, 7-6(4)         |
| 19. | 10.05.2015 | Egipto F17                  | Tierra batida | Baris Erguden       | 6-2, 6-7(3), 6-3    |
| 20. | 12.07.2015 | Gran Bretaña F6             | Dura (i)      | Daniel Smethurst    | 7-6(4), 7-6(8)      |
| 21. | 19.07.2015 | Gran Bretaña F7             | Dura (i)      | Daniel Cox          | 6-2, 6-1            |
| 22. | 13.09.2015 | Gran Bretaña F9             | Dura          | Daniel Cox          | 6-7(4), 6-3, 6-1    |

#### Finalista en individuales (16)
| N.º | Fecha      | Torneo           | Superficie    | Oponente             | Resultado        |
| --- | ---------- | ---------------- | ------------- | -------------------- | ---------------- |
| 1.  | 04.08.2013 | Vancouver        | Dura          | Vasek Pospisil       | 0-6, 6-1, 5-7    |
| 2.  | 11.08.2013 | Aptos            | Dura          | Bradley Klahn        | 6-3, 6-7(5), 4-6 |
| 3.  | 06.02.2016 | Dallas           | Dura (i)      | Kyle Edmund          | 3-6, 3-6         |
| 4.  | 08.05.2016 | Busan            | Dura          | Konstantín Kravchuk  | 4-6, 4-6         |
| 5.  | 25.10.2009 | Gran Bretaña F15 | Dura (i)      | Yannick Mertens      | 0-6, 2-6         |
| 6.  | 16.05.2010 | Italia F7        | Tierra batida | Guillermo Hormazábal | 7-5, 3-6, 4-6    |
| 7.  | 12.09.2010 | Gran Bretaña F13 | Dura          | Daniel Cox           | 1-6, 1-6         |
| 8.  | 19.09.2010 | Gran Bretaña F14 | Dura          | Joshua Milton        | 1-6, 5-7         |
| 9.  | 24.10.2010 | Gran Bretaña F16 | Dura (i)      | Matthew Ebden        | 2-6, 6-3, 3-6    |
| 10. | 30.10.2010 | Gran Bretaña F17 | Dura (i)      | Jurgen Zopp          | 4-6, 5-7         |
| 11. | 13.03.2011 | Gran Bretaña F3  | Dura (i)      | Yannick Mertens      | 2-6, 6-7(6)      |
| 12. | 20.03.2011 | Gran Bretaña F4  | Dura (i)      | Michael Ryderstedt   | 6-1, 6-7(6), 3-6 |
| 13. | 10.04.2011 | Tailandia F2     | Dura          | Danai Udomchoke      | 2-6, 4-6         |
| 14. | 17.07.2011 | Gran Bretaña F10 | Hierba        | Josh Goodall         | 3-6, 2-6         |
| 15. | 17.03.2013 | Gran Bretaña F7  | Dura (i)      | Edward Corrie        | 3-6, 6-7(4)      |
| 16. | 06.09.2015 | Gran Bretaña F8  | Dura (i)      | Quentin Halys        | 1-6, 7-6(5), 5-7 |

### Dobles (7)
| N.º | Fecha      | Torneo           | Superficie        | Compañero      | Oponentes                      | Resultado              |
| --- | ---------- | ---------------- | ----------------- | -------------- | ------------------------------ | ---------------------- |
| 1.  | 11.05.2008 | Gran Bretaña F8  | Tierra batida (i) | Joshua Milton  | Diego Álvarez Federico Torresi | 6-2, 6-2               |
| 2.  | 15.03.2009 | Gran Bretaña F3  | Dura (i)          | Henri Kontinen | Scott Oudsema Phillip Simmonds | 6-7(5), 7-6(4), [10-4] |
| 3.  | 19.09.2010 | Gran Bretaña F14 | Dura              | Lewis Burton   | Sean Thornley Marcus Willis    | 7-5, 1-6, [13-11]      |
| 4.  | 26.09.2010 | Gran Bretaña F15 | Dura              | Lewis Burton   | David Rice Sean Thornley       | 7-6(6), 6-4            |
| 5.  | 24.10.2010 | Gran Bretaña F16 | Dura (i)          | Lewis Burton   | Matthew Ebden Joshua Milton    | 7-6(1), 3-6, [10-6]    |
| 6.  | 31.07.2011 | Gran Bretaña F11 | Dura              | Liam Broady    | Lewis Burton Edward Corrie     | 7-6(3), 4-6, [10-7]    |
| 7.  | 17.03.2013 | Gran Bretaña F7  | Dura (i)          | Lewis Burton   | Jan Minar Marek Semjan         | 5-7, 6-1, [10-5]       |

#### Finalista en dobles (12)
| N.º | Fecha      | Torneo           | Superficie    | Compañero          | Oponentes                              | Resultado         |
| --- | ---------- | ---------------- | ------------- | ------------------ | -------------------------------------- | ----------------- |
| 1.  | 20.03.2016 | Drummondville    | Dura (i)      | Lloyd Glasspool    | James Cerretani Max Schnur             | 6-3, 3-6, [9-11]  |
| 2.  | 01.10.2006 | Gran Bretaña F14 | Dura          | Mark Hilton        | Neil Bamford James May                 | 2-6, 7-6(4), 0-6  |
| 3.  | 21.10.2007 | Gran Bretaña F20 | Dura (i)      | Ladislav Chramosta | Josh Goodall Ken Skupski               | 6-7(5), 6-7(7)    |
| 4.  | 28.09.2008 | España F36       | Dura          | Daniel Cox         | Kamil Capkovic Dmitri Sitak            | 4-6, 5-2, ret.    |
| 5.  | 08.02.2009 | Francia F2       | Dura (i)      | Marcus Willis      | Olivier Charroin Nicolas Tourte        | 3-6, 4-6          |
| 6.  | 16.05.2010 | Italia F8        | Tierra batida | Laurynas Grigelis  | Juan-Martín Aranguren Alejandro Fabbri | 4-6, 6-7(4)       |
| 7.  | 23.10.2011 | Gran Bretaña F16 | Dura (i)      | Andrew Fitzpatrick | Fabio Colangelo Marco Crugnola         | 4-6, 6-2, [13-15] |
| 8.  | 08.07.2012 | Gran Bretaña F9  | Hierba        | Tom Burn           | Josh Goodall Marcus Willis             | 2-6, 6-7(3)       |
| 9.  | 22.07.2012 | Gran Bretaña F11 | Hierba        | Tom Burn           | Lewis Burton Edward Corrie             | 2-6, 2-6          |
| 10. | 12.08.2012 | Gran Bretaña F13 | Dura          | Tom Burn           | Andrew Fitzpatrick Sean Thornley       | 6-7(2), 2-6       |
| 11. | 03.02.2013 | Gran Bretaña F3  | Dura (i)      | Andrew Fitzpatrick | David Rice Sean Thornley               | 2-6, 6-7(6)       |
| 12. | 24.03.2013 | Gran Bretaña F8  | Dura (i)      | Lewis Burton       | Daniel Smethurst Alexander Ward        | 5-7, 6-7(4)       |